# Hrebinka
Hrebinka (ukrainsk: Гребі́нка, ukrainsk udtale: [ɦreˈb⁽ʲ⁾in.kɐ]) er en by i Lubny rajon i Poltava oblast i Ukraine. Byen har 10.645 (2021) indbyggere.

## Galleri
- Kulturpalads
- Søndagsmarked i Hrebinka
- Stadion
- Hrebinka togdepot